# Йоханссон, Скарлетт
Ска́рлетт И́нгрид Йо́ханссон (англ. Scarlett Ingrid Johansson; МФА /dʒoʊˈhænsən/; род. 22 ноября 1984, Манхэттен, Нью-Йорк, США) — американская актриса. Самая высокооплачиваемая актриса в 2018 и 2019 годах. Неоднократно входила в список «Forbes Celebrity 100». В 2021 году журнал Time признал её одной из ста самых влиятельных людей мира. Сборы фильмов с её участием составили свыше 14,3 миллиарда долларов, что сделало Йоханссон самой кассовой кинозвездой всех времён. Обладательница многочисленных наград, включая «Тони» и BAFTA, а также номинантка двух «Оскаров» и пяти «Золотых глобусов».
Йоханссон родилась в Нью-Йорке в семье отца-датчанина и матери-американки и впервые появилась в офф-бродвейском спектакле ещё ребёнком. В кино она дебютировала в 1994 году в фэнтезийной комедии «Норт». Признание пришло к Йоханссон благодаря ролям в картинах «Мэнни и Ло», «Заклинатель лошадей» и «Призрачный мир». В 2003 году Йоханссон перешла к взрослым ролям. Её роль в романтической драмеди «Трудности перевода» была удостоена премией BAFTA за лучшую женскую роль. Успех актрисы продолжал расти благодаря ролям в фильмах «Девушка с жемчужной серёжкой», «Любовная лихорадка» и «Матч-пойнт», причём последний ознаменовал начало сотрудничества Йоханссон с Вуди Алленом. Позже актриса снялась у режиссёра в лентах «Сенсация» и «Вики Кристина Барселона».
В 2010 году Йоханссон дебютировала на Бродвее в возрождении пьесы «Вид с моста», принёсшей ей премию «Тони» за лучшую женскую роль второго плана. Также актриса начала играть Чёрную вдову в фильме Кинематографической вселенной Marvel «Железный человек 2» и продолжала играть её в восьми картинах, включая сольный одноимённый фильм. В это время Йоханссон сыграла главные роли в научно-фантастических лентах «Она», «Побудь в моей шкуре» и «Люси». Актриса получила две номинации на «Оскар» в один год: «Лучшая женская роль» (за «Брачную историю») и «Лучшая женская роль второго плана» (за «Кролика Джоджо»).
Йоханссон признана секс-символом и одной из самых привлекательных женщин в мире. Является известным рекламодателем бренда и поддерживает несколько благотворительных проектов. Была замужем за актёром Райаном Рейнольдсом и бизнесменом Роменом Дориаком. С 2020 года Йоханссон находится замужем за комиком Колином Джостом. У неё двое детей: один от Дориака, другой от Джоста.

## Биография

### 1984—1993: Ранние годы

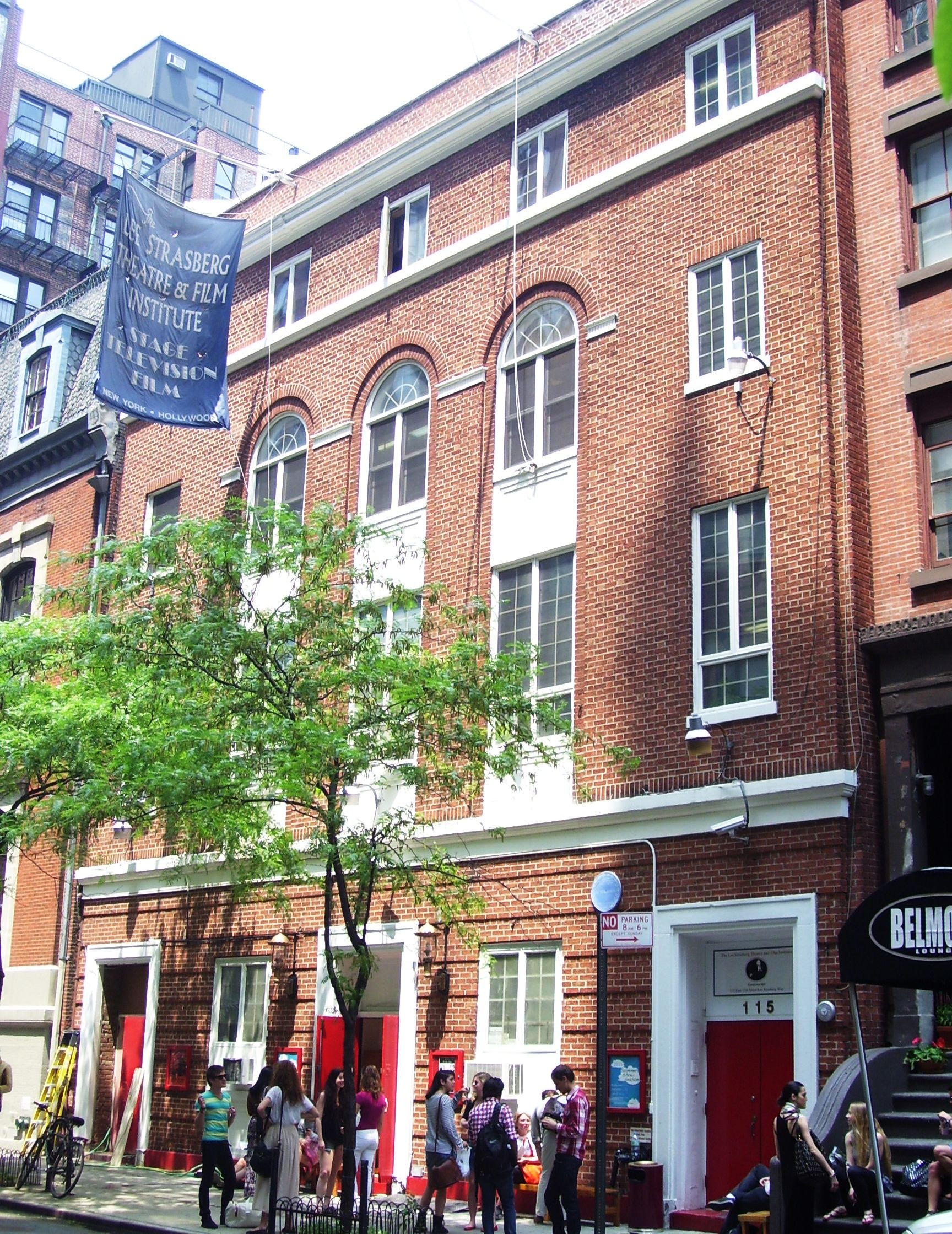
Институт театра и кино Ли Страсберга, где Йоханссон училась актёрскому мастерству ещё ребёнком

Скарлетт Ингрид Йоханссон родилась в Нью-Йорке. Её отец — Карстен Олаф Йоханссон (род. 1943), архитектор, выходец из Дании, сын датского писателя, сценариста и режиссёра Айнера Йоханссона (1922—2001). Мать Скарлетт, Мелани Слоун (род. 1951), происходит из еврейской семьи с корнями из Польши, Беларуси и России; дед актрисы сменил семейную фамилию Шламберг на Слоун. У Скарлетт есть старший брат Эдриан (род. 1976), старшая сестра, актриса Ванесса (род. 1980), брат-близнец Хантер (род. 1984), а также старший единокровный брат Кристиан от предыдущего брака отца. Йоханссон имеет американское и датское гражданства. В 2017 году в телепередаче «Поиски корней» она раскрыла, что семья её прадеда по материнской линии погибла во время Холокоста в Варшавском гетто.
Йоханссон посещала начальную школу № 41 в районе Гринвич-Виллидж, Нью-Йорк. Развод родителей сильно повлиял на тринадцатилетнюю Скарлетт. Была особенно близка со своей бабушкой по материнской линии — Дороти Слоун, бухгалтером и учительницей; они часто проводили вместе время, и Йоханссон считала Дороти своей лучшей подругой. С раннего возраста в центре внимания у неё был интерес к карьере, Йоханссон часто пела и танцевала для своей семьи. Особенно она любила мюзикл и жесты для джаза. Она брала уроки чечётки и заявила, что её родители поддерживали выбор карьеры. Описала своё детство как очень обычное.
В детстве Йоханссон занималась актёрским искусством, глядя в зеркало, пока не заставила себя плакать, желая стать как Джуди Гарленд в фильме «Встретимся в Сент-Луисе». В семилетнем возрасте она была расстроена, когда агент по поиску талантов подписал контракт одного из её братьев вместо неё, но позже она всё равно решила стать актрисой. Она поступила в институт театра и кино Ли Страсберга и начала прослушиваться для рекламных роликов, но вскоре интерес потеряла. Она переключила своё внимание на кинематограф и театральное искусство, впервые появившись на сцене в внебродвейской постановке под названием «Софистика» с Итаном Хоуком, в которой у неё было две реплики.

### 1994—2002: Первые роли и прорыв
Йоханссон дебютировала в кино в девять лет, сыграв роль дочери Джона Риттера в фантастической комедии «Норт». На съёмочной площадке она интуитивно понимала, что нужно делать. Первой главной ролью Йоханссон стала Аманда, младшая сестра беременной девочки-подростка, сбежавшей из приёмной семьи, в фильме «Мэнни и Ло» вместе с Алексой Палладино и её братом Хантером. За роль Йоханссон была номинирована на премию «Независимый дух» за лучшую женскую роль.
Йоханссон исполнила второстепенные роли в фильмах «Падение» и «Один дома 3» и привлекла широкое внимание своей игрой в фильме «Заклинатель лошадей» режиссёра Роберта Редфорда, сыгравшего одну из главных ролей. Драма основана на одноимённом романе Николаса Эванса и рассказывает историю талантливого дрессировщика лошадей, которого наняли помочь раненому подростку (Йоханссон) и её лошади выздороветь. Тодд Маккарти из Variety прокомментировал, что Йоханссон «убедительно передает неловкость своего возраста и внутреннюю боль беззаботной девушки, внезапно ставшей жертвой ужасного стечения обстоятельств». За фильм она была номинирована на премию Ассоциации кинокритиков Чикаго в номинации «Самая многообещающая актриса». Она верила, что фильм многое изменил в её жизни, и осознала, что актёрское мастерство — это умение манипулировать своими эмоциями. Говоря о поиске хороших ролей в подростковом возрасте, Йоханссон сказала, что ей было трудно, поскольку сценарии писали взрослые, и они «изображали детей как крыс в торговом центре, а не всерьез… Детей и подростков просто не изображают с какой-либо реальной глубиной».
Позже Йоханссон появилась в фильме «Мой братец Бейб» и неонуаре братьев Коэн «Человек, которого не было». Прорывом в её карьере стала роль циничной изгоя в чёрной комедии Терри Цвигоффа «Призрачный мир», экранизации одноимённого графического романа Дэниела Клоуза. Цвигофф считал Йоханссон «уникальной, эксцентричной личностью, подходящей для этой роли». Премьера фильма состоялась на Международном кинофестивале в Сиэтле в 2001 году. Несмотря на провал в прокате, с тех пор он приобрёл культовый статус. Критик The Austin Chronicle назвал Йоханссон «чувствительной и талантливой, несмотря на свой возраст». За роль она выиграла премию Ассоциации кинокритиков Торонто в номинации «Лучшая женская роль второго плана».
Вместе с Дэвидом Аркеттом Йоханссон снялась в комедии ужасов «Атака пауков» о коллекции пауков, подвергшихся воздействию токсичных отходов, в результате чего они выросли до гигантских размеров и начали убивать животных и людей. В том же году она окончила профессиональную детскую школу и подала заявление в Школу искусств Тиш Нью-Йоркского университета, но получила отказ и решила сосредоточиться на своей карьере в кино.

### 2003—2004: Переход к взрослым ролям
В 2003 году Йоханссон перешла от подростковых ролей к взрослым, снявшись в двух фильмах: романтической драмеди «Трудности перевода» и драме «Девушка с жемчужной серёжкой». В первом фильме режиссёра Софии Копполы она сыграла Шарлотту, вялую и одинокую молодую жену, вместе с Биллом Мюрреем. Коппола впервые заметила Йоханссон в «Мэнни и Ло» и сравнила её с молодой Лорен Бэколл. При бюджете в 4 миллиона долларов фильм собрал в прокате 119 миллионов и вызвал признание критиков. Роджер Эберт остался доволен фильмом и назвал игру Йоханссон и Мюррея замечательной. Газета The New York Times похвалила 17-летнюю Йоханссон за роль повзрослевшей героини.

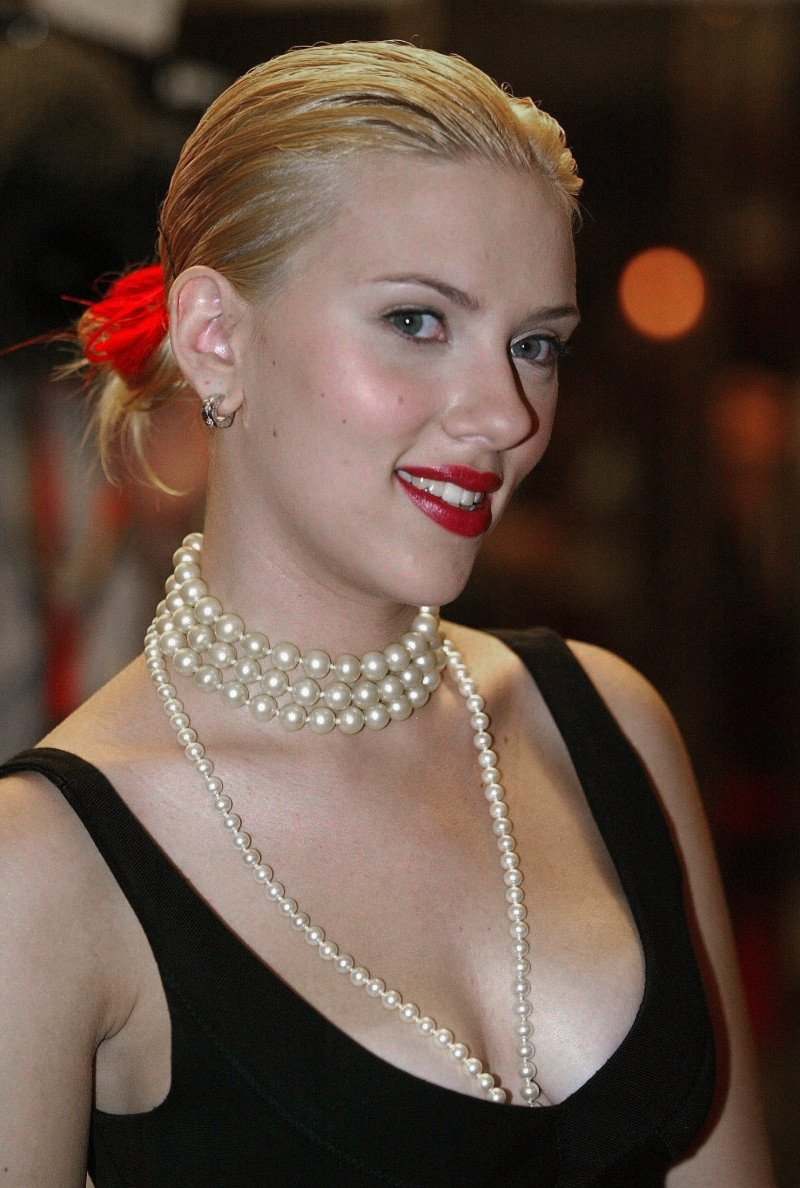
Йоханссон на премьере фильма «Девушка с жемчужной серёжкой» в Международный кинофестиваль в Торонто 2003

В экранизации романа Трейси Шевалье «Девушка с жемчужной серёжкой» Йоханссон сыграла Грит, молодую служанку 17-го века в доме голландского художника Яна Вермеера в исполнении Колина Фёрт. До Йоханссон Уэббер рассматривал на роль 150 актрис. Йоханссон не читала роман, ведь считала, что лучше начать историю с чистого листа. Оуэн Глейберман из Entertainment Weekly отметил её «почти беззвучную игру». Йоханссон номинировали на премию BAFTA и «Золотой глобус» за лучшую женскую роль в фильмах «Трудности перевода» и «Девушка с жемчужной серёжкой» и выиграла за роль первом.
По мнению журнала Variety, роли Йоханссон в фильмах «Трудности перевода» и «Девушка с жемчужной серёжкой» сделали её одной из самых разносторонних актрис своего поколения. В 2004 году у Йоханссон было пять фильмов, три из которых разгромили критики и провалились в прокате — «Высший балл», «Любовная лихорадка» и «Хорошая женщина». В «Любовной лихорадке» Йоханссон сыграла недовольного подростка. Дэвид Руни из Variety написал, что её игра спасла фильм. За роль Йоханссон номинировали на премию «Золотой глобус» в категории «Лучшая актриса в драме».
Четвёртым фильмом 2004 года стала анимационно-игровая комедия «Губка Боб Квадратные Штаны», в которой Йоханссон озвучила принцессу Минди, дочь короля Нептуна. Она согласилась на участие в проекте из-за своей любви к мультфильмам, особенно к «Шоу Рена и Стимпи». Фильм стал её самым коммерчески успешным проектом в том году. Также актриса вернулась к озвучке Минди в видеоигре по мотивам мультфильма. Позже Йоханссон сыграла в комедийной драме «Крутая компания» молодую женщину, которая усложняет жизнь своему отцу, встречаясь с его начальником, который намного моложе её. Отзывы о фильме были в целом положительными. Критики назвали его остроумным и очаровательным. Эберт был впечатлён игрой Йоханссон и написал, что она «продолжает тихо очаровывать».

### 2005—2009: Сотрудничество с Вуди Алленом

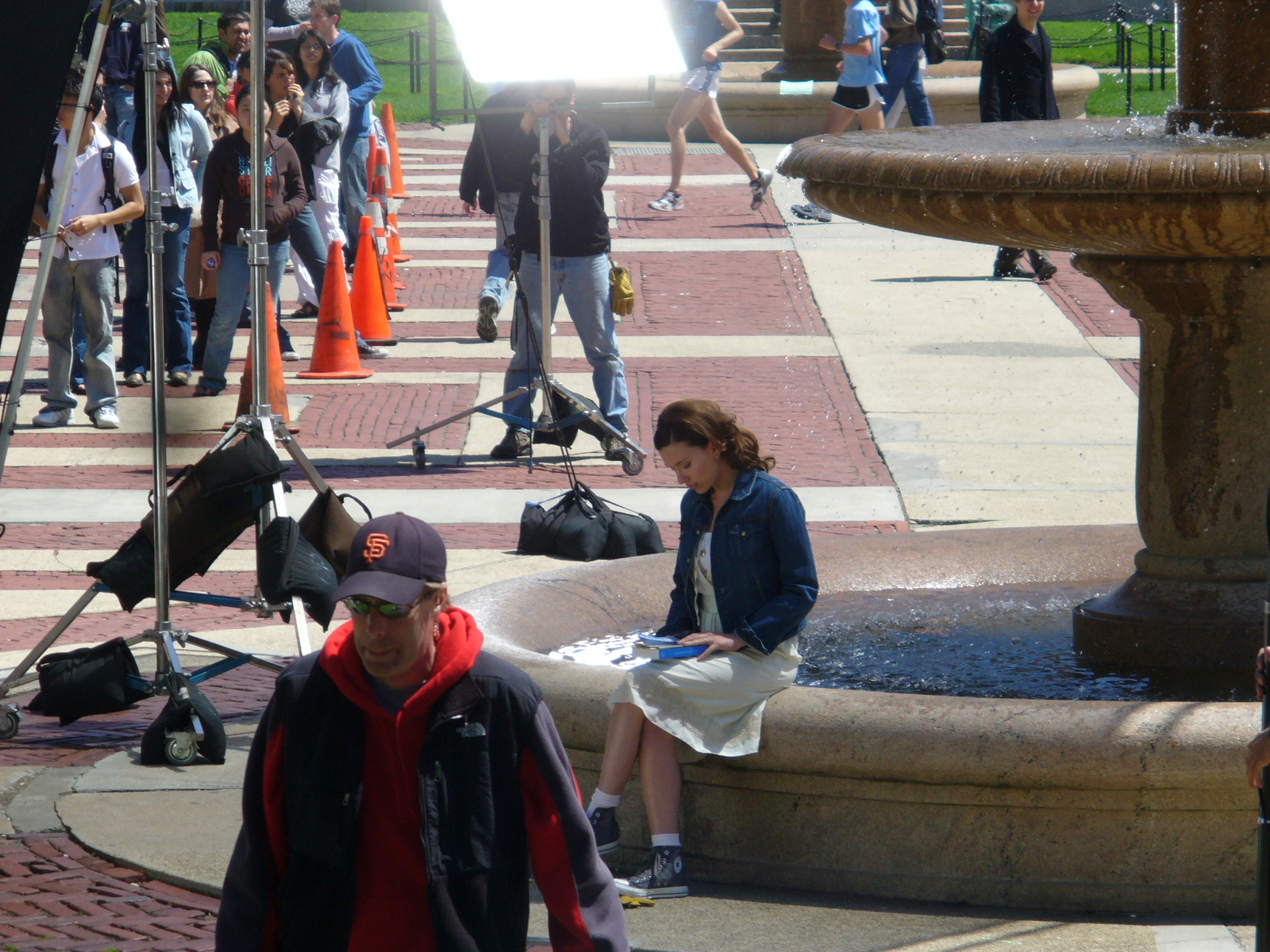
Йоханссон в кампусе Колумбийского университета во время съёмок фильма «Дневники няни» в 2006 году

В 2005 году Йоханссон сыграла Нолу, начинающую актрису, у которой начинается роман с женатым мужчиной (в исполнении Джонатана Рис-Майерса) в драме Вуди Аллена «Матч-пойнт». Аллен сменил национальность героини с британской на американскую после того, как Кейт Уинслет отказалась от роли. В том же году Йоханссон сыграла вместе с Юэном Макгрегором в научно-фантастическом боевике Майкла Бэя «Остров». Актриса сыграла сразу две роли — Сару Джордан и её клона Джордан-Два-Дельта. Съёмочный график Йоханссон был напряжённым. Она работала по 14 часов в день и сильно ударилась головой. Фильм получил смешанные отзывы и собрал в прокате 163 миллиона долларов при бюджете в 126 миллионов.

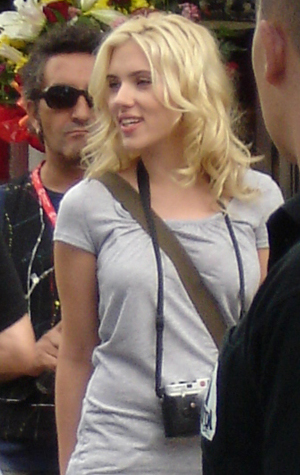
Йоханссон на съёмках фильма «Вики Кристина Барселона» в 2007 году.

В 2006 году с участием Йоханссон вышло два фильма, рассказывающих про мир фокусников, причём в них сыграл Хью Джекман. Йоханссон сыграла студентку факультета журналистики у Аллена в «Сенсации» вместе с Джекманом. Фильм имел скромный успех в прокате, а мнения критиков разделились. Также в 2006 году Йоханссон снялась в клипе на песню Боба Дилана «When the Deal Goes Down» из альбома Modern Times. Йоханссон сыграла второстепенную роль ассистентки и любовницы героя Джекмана, мага-аристократа, в мистическом триллере Кристофера Нолана «Престиж». Нолан считал, что Йоханссон обладает «двусмысленностью» и «скрытым качеством». Актриса была очарована режиссёрской техникой Нолана и ей нравилось работать с ним. Некоторые критики скептически отзывались о её игре: Энн Биллсон из The Daily Telegraph раскритиковала её за мискаст, а Дэн Джолин из Empire раскритиковал её английский акцент.
В 2007 году вышел единственный фильм с участием Йоханссон — комедийная драма «Дневники няни» с Крисом Эвансом и Лорой Линни. Мнения об игре актрисы разнятся. Variety писал, что Йоханссон сыграла обаятельную героиню. По мнению The New Yorker, актриса, пытаясь придать материалу правдоподобный эмоциональный окраску, выглядела просто растерянной. В 2008 году Йоханссон снялась вместе с Натали Портман и Эриком Бана в драме «Ещё одна из рода Болейн», которая вызвала неоднозначные отзывы.
Йоханссон третий раз поработала с Вуди Алленом в романтическо-комедийной драме «Вики Кристина Барселона», съёмки которой велись в Испании. Йоханссон сыграла одну из любовниц героя Хавьера Бардема вместе с Пенелопой Крус. Фильм стал одним из самых прибыльных в творчестве Аллена и получил положительные отзывы. Рецензент журнала Variety описал Йоханссон как «открытую и податливую» по сравнению с другими актёрами. Также актриса сыграла роковую женщину Силкен Флосс в картине «Мститель», основанной на газетном комиксе Уилла Айснера «Дух». Фильм получил негативные отзывы критиков, назвавших его мелодраматичным, неоригинальным и сексистским. В 2009 году Йоханссон сыграла инструктора по йоге Анну Марксу в комедийной драме «Обещать — не значит жениться». Фильм получил сдержанные отзывы, но имел кассовый успех.

### 2010—2013: Кинематографическая вселенная Marvel и мировое признание
Йоханссон утвердили на роль Чёрной вдовы в кинокомиксе Джона Фавро «Железный человек 2», являющимся частью кинематографической вселенной Marvel (КВM). Изначально роль должна была сыграть Эмили Блант, но отказалась из-за съёмок «Путешествий Гулливера». Готовясь к роли, Йоханссон училась трюкам и занималась силовым тренингом. Актриса рассказывала, что персонаж пришёлся ей по душе, и восхищалась человеческими чертами героини.

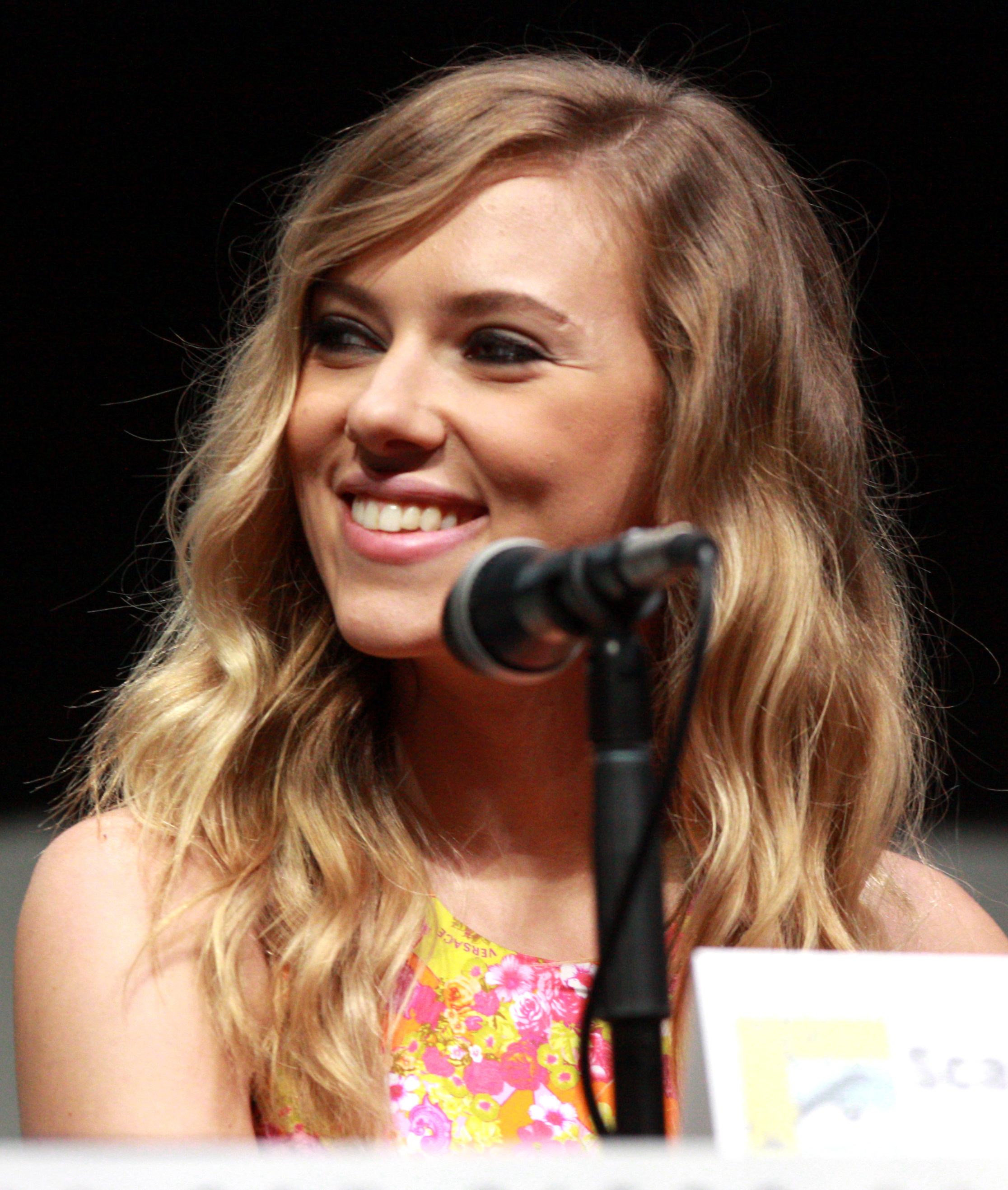
Йоханссон на фестивале San Diego Comic-Con в 2013 году

В 2013 году Йоханссон заменила Саманту Мортон в озвучке операционной системы Саманты в фильме Спайка Джонза «Она». Премьера фильма состоялась на Римском международном кинофестивале, где Йоханссон вручили статуэтку за лучшую женскую роль. Также её номинировали на «Выбор критиков» за лучшую женскую роль второго плана. При записи реплик Йоханссон чувствовала себя трудно, но раскрепощённо. Питер Трэверс считал, что в фильме голос Йоханссон получился нежным, сексуальным, очаровательным, манипулирующим, устрашающим и достойным наград. Ричард Корлисс из журнала Time назвал её игру чарующей и привлекательной. «Она» была признана одним из лучших фильмов 2013 года. В 2014 году актриса выиграла статуэтку «Сатурн» за лучшую женскую роль второго плана.
Йоханссон сыграла в научно-фантастическом фильме Джонатана Глейзера «Побудь в моей шкуре» пришельца, замаскированного под роковую женщину, охотившуюся на мужчин в Шотландии. На создание экранизации одноимённого романа Мишеля Фейбера ушло девять лет. Для роли Йоханссон научилась водить фургон и разговаривать с английским акцентом. Актриса импровизировала разговоры с непрофессиональными актёрами на улице, которые не знали, что их снимают. Картина вызвала в целом благоприятный отклик критиков, хваливших игру Йоханссон.

### 2014—2020: Блокбастеры и признание критиков
В 2014 году Йоханссон вернулась к роли Чёрной вдовы в фильме «Первый мститель: Другая война». По сюжету её героиня вместе с Капитаном Америка (Крис Эванс) и Соколом (Энтони Маки) пытается раскрыть заговор внутри организации Щ.И.Т. и сталкивается с загадочным убийцей, известным как Зимний солдат. Йоханссон и Эванс написали свои диалоги для нескольких совместных сцен. Героиня в этом фильме привлекла актрису тем, что вместо того, чтобы полагаться на свою внешность, она пользуется женскими уловками ради выполнения работы. Фильм имел успех у критиков и собрал в прокате свыше 714 миллионов долларов. Роль принесла Йоханссон премию «Сатурн» в номинации «Лучшая киноактриса второго плана». Йоханссон сыграла второстепенную роль в фильме «Повар на колёсах» вместе с Робертом Дауни-младшим, Софией Вергарой и режиссёром Джоном Фавро. В прокате картина собрала свыше 45 миллионов долларов и был хорошо встречен критиками. В 2015 и 2016 годах Йоханссон вновь сыграла Чёрную вдову в фильмах КВM «Мстители: Эра Альтрона» и «Первый мститель: Противостояние». Во время съёмок «Эры Альтрона» были задействованы крупные планы, скрывающие костюмы, дублёры-каскадёры и визуальные эффекты, чтобы скрыть беременность актрисы.

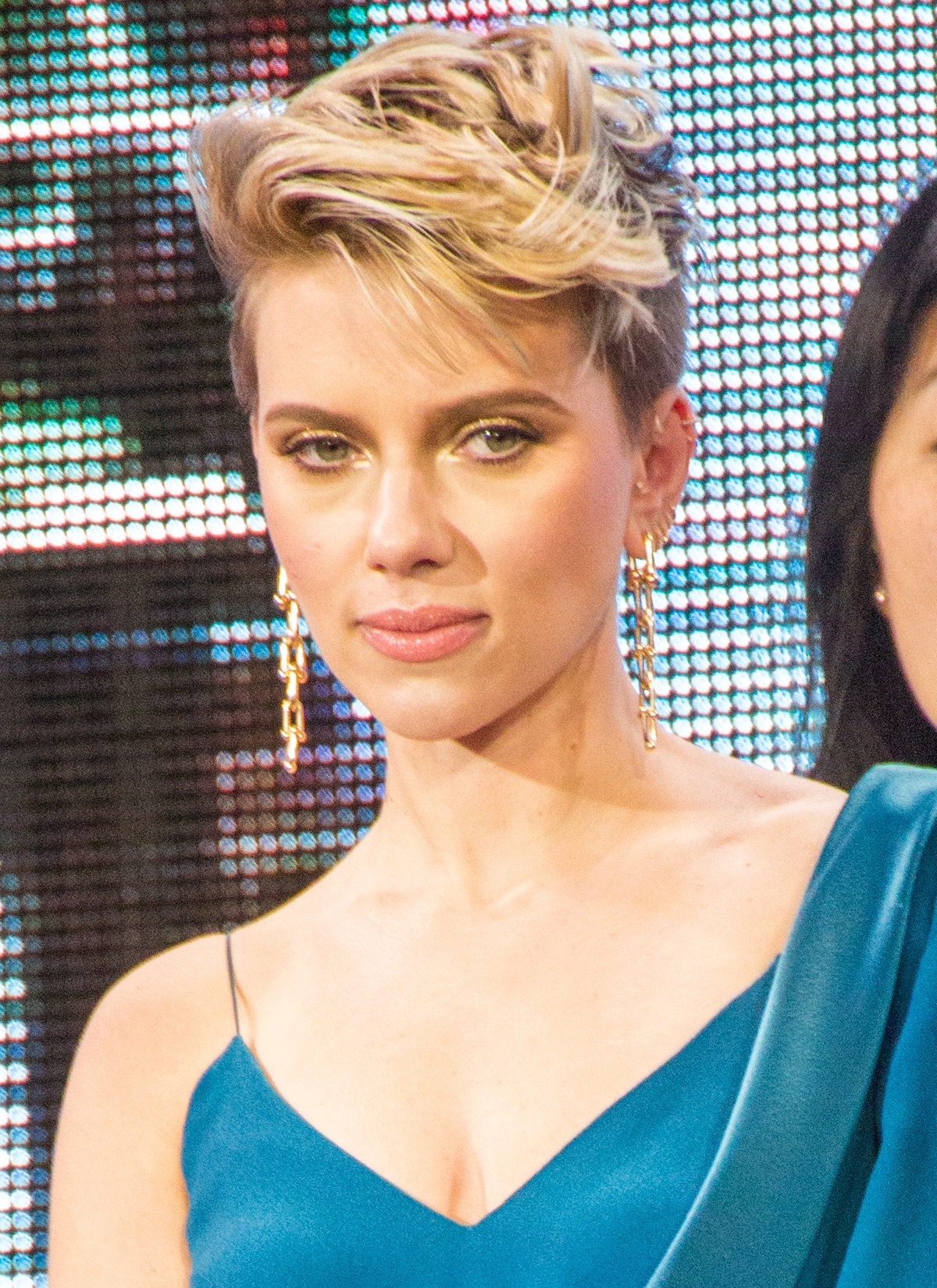
Йоханссон на премьере фильма «Призрак в доспехах» в 2017 году

В 2017 году Йоханссон сыграла у Руперта Сандерса Мотоко Кусанаги в экранизации франшизы «Призрак в доспехах». Ленту хвалили за визуальное оформление, игру актёров и операторскую работу, но ругали за побелку актёров. Следующим проектом 2017 года стала комедия «Очень плохие девчонки», в которой Йоханссон сыграла одну из пяти подруг, чей девичник срывается после смерти мужчины-стриптизёра. Фильм был неоднозначно встречен критиками и показал слабые результаты в прокате. В 2018 году Йоханссон озвучила выставочную собаку по кличке Мускатный орех в анимационном фильме Уэса Андерсона «Остров собак», вышедшем в марте. Месяцем позже вышел кинокомикс «Мстители: Война бесконечности», в котором актриса вновь сыграла Чёрную вдову. Йоханссон должна была сыграть в байопике «Массажный салон», в котором она сыграла бы Данте «Текса» Гилла, трансгендерного мужчину, управляющего массажным салоном и сетью проституток в 1970-х и 1980-х годах. Актриса ушла из проекта из-за негативной реакции на выбор цисгендерной женщины на роль трансгендерного мужчины.
В 2019 году Йоханссон вернулась к роли Чёрной вдовы в кинокомиксе «Мстители: Финал», ставшем самым кассовым фильмом всех времён. Позже она снялась в драме Ноа Баумбаха «Брачная история» от Netflix. Вместе с Адамом Драйвером она сыграла пару на грани развода. Также актриса сыграла мать-одиночку, спрятавшую еврейскую девочку в нацистской Германии в сатире Тайки Вайтити «Кролик Джоджо». Вайтити придумал героиню на основе своей матери и пригласил Йоханссон на роль, чтобы предоставить ей редкую возможность сыграть комедийную роль.

### С 2021 года: Иск на «Чёрную вдову» и профессиональный рост
Спустя год отсутствия на экране Йоханссон вернулась к роли Чёрной вдовы в одноимённом сольном приквеле, вышедшем в 2021 году. Также актриса выступила исполнительным продюсером картины. Действие фильма разворачивается после событий «Противостояния», героиня Йоханссон пускается в бега и пытается разобраться со своим прошлом. Актриса подтвердила, что закончила играть свою роль. Критики в целом положительно отзывались о фильме и хвалили игру Йоханссон и Флоренс Пью. Позже Йоханссон вновь озвучила Эш в сиквеле «Зверопой 2».

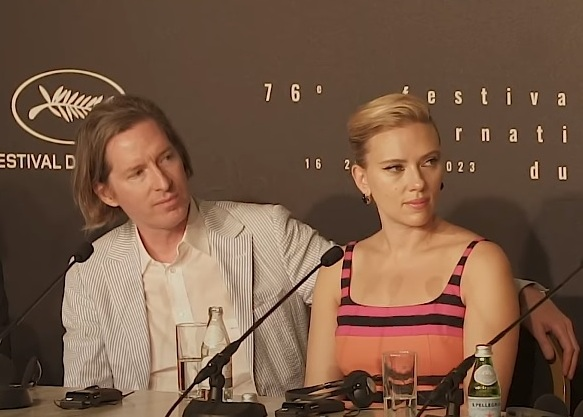
Йоханссон и Уэс Андерсон на премьере фильма «Город астероидов» на Каннском кинофестивале в 2023 году

В июле 2021 года Йоханссон подала в суд на Disney. Актриса утверждала, что студия нарушила условия контракта, выпустив «Чёрную вдову» одновременно на стриминг-сервисе Disney+ и в кинотеатрах. По мнению актрисы, выпуск кинокомикса на Disney+ повлиял на получение процентов от кассовых сборов. В сентябре обе стороны разрешили спор. Условия соглашения остались нераскрытыми. Журнал Variety сообщил, что Йоханссон получила 40 миллионов долларов и продолжит сотрудничать с Disney в других проектах.
Йоханссон вернулась на экраны с комедией Уэса Андерсона «Город астероидов», в которой она сыграла главную роль. Это был её второй фильм, премьера которого состоялась на Каннском кинофестивале после «Матч-пойнта». Актрисе сократили гонорар и за два месяца съёмок она получала 4131 доллар в неделю. «Я была довольна ограничениями, которые наложил Уэс. В каком-то смысле это больше раскрепощает», — описывала Йоханссон сотрудничество с режиссёром. Кинокритик The New Yorker Энтони Лейн похвалил Йоханссон за её умение придать своей героине глубину. В режиссёрском дебюте Кристин Скотт Томас «Она сказала „Да!“» Йоханссон сыграла одну из трёх сестёр, воссоединившихся на свадьбе матери. Обозреватель The Guardian Бенджамин Ли раскритиковал фильм и «неуклюжий британский акцент» Йоханссон.
Йоханссон сыграла главную роль вместе с Ченнинг Татумом в романтической комедии «Покажи мне Луну», действие которой происходит на фоне космической гонки. Актриса озвучила Элиту-1 в мультфильме «Трансформеры: Начало», приквел к серии фильмов «Трансформеры». Кроме того, Йоханссон воссоединится с Уэсом Андерсоном в приключенческом фильме «Финикийская схема» и дебютирует в качестве режиссёра с драмой «Великая Элеонор» с Джун Скуибб в главной роли. Кроме того, Йоханссон присоединилась к седьмой части франшизы «Парк юрского периода» под названием «Мир Юрского периода: Возрождение».

## Музыкальная карьера

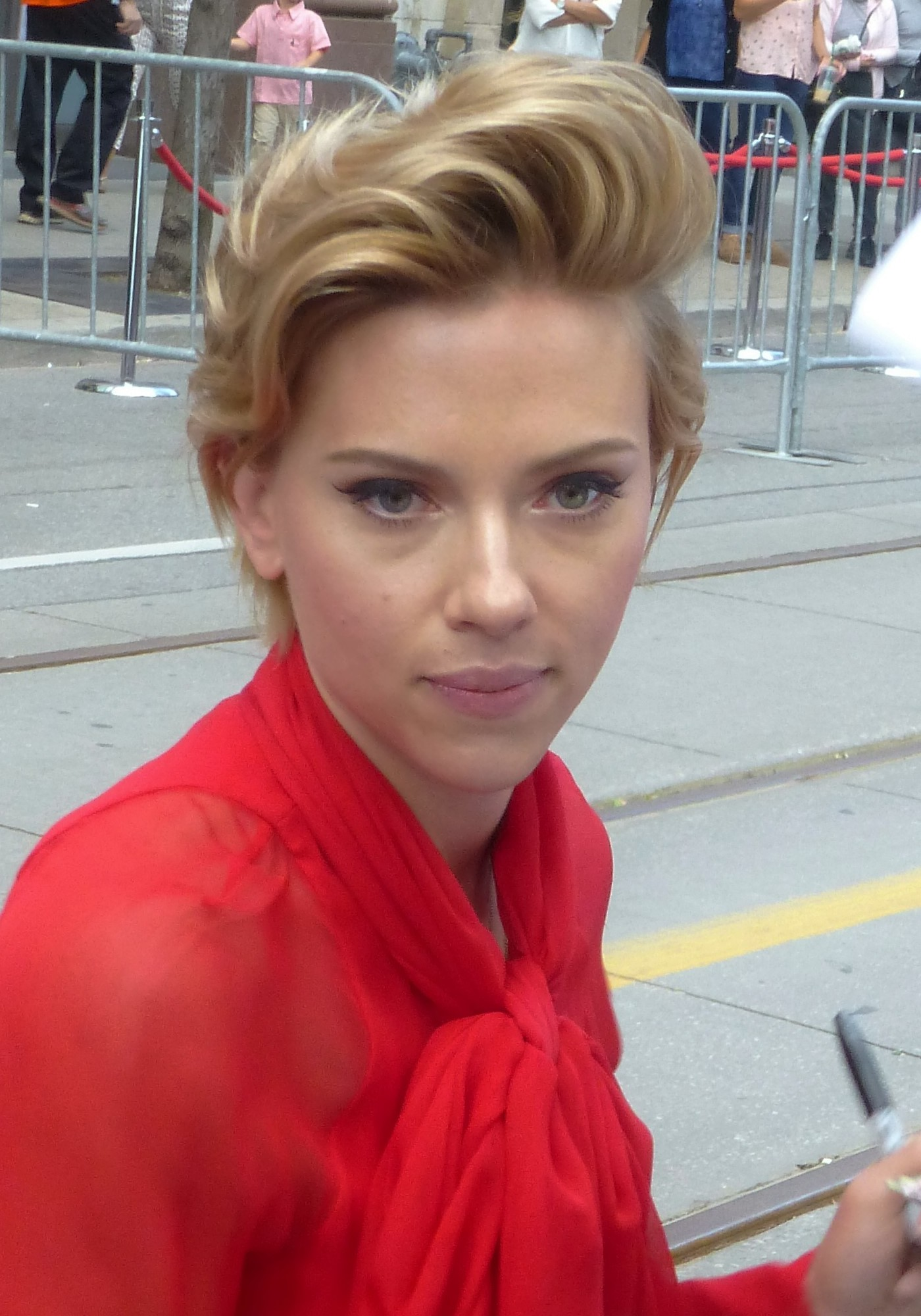
Йоханссон на Международный кинофестиваль в Торонто 2016

В 2006 году Йоханссон исполнила композицию «Summertime» для альбома Unexpected Dreams — Songs From the Stars, записанных голливудскими актёрами. В апреле 2007 года она выступала с группой The Jesus and Mary Chain на шоу воссоединения фестиваля музыки и искусств в долине Коачелла в Индио, штат Калифорния. В следующем году Йоханссон появилась в видеоклипе Джастина Тимберлейка на песню «What Goes Around… Comes Around», который был номинирован на премию MTV Video Music Award за лучшее видео года.
20 мая 2008 года Йоханссон дебютировала как вокалистка в своём первом альбоме Anywhere I Lay My Head, включившим в себя кавер версии на песни Тома Уэйтса, а также с участием Дэвида Боуи и участников групп Yeah Yeah Yeahs и Сelebration. Рецензии на альбом были смешанными. Журнал Spin не был особенно поражён пением Йоханссон. Некоторые критики сочли его «удивительно соблазнительным», «храбро эксцентричным выбором» и «блестящим альбомом» с «призрачной магией». Журнал NME назвал альбом «23-м лучшим альбомом 2008 года», и он достиг 126 места в списку Billboard 200. Йоханссон начала слушать Уэйтса, когда ей было 11 или 12 лет, и сказала:
Его мелодии так прекрасны, его голос настолько ясен, и у меня был свой собственный способ делать песни Тома Уэйтса. Оригинальный текст (англ.)His melodies are so beautiful, his voice is so distinct and I had my own way of doing Tom Waits songs.
— Скарлетт Йоханссон, 
В сентябре 2009 года состоялся релиз альбома Break Up, который она записала вместе с Питом Йорном в 2006 году. Альбом достиг 41-го места в США. В 2010 году рок-группа Steel Train выпустила сборник Terrible Thrills Vol. 1, в который вошли их любимые артистки, поющие песни из их одноимённого альбома. Йоханссон является первой артисткой в альбоме, поющей сингл «Bullet». Йоханссон исполнила песню «One Whole Hour» для саундтрека 2011 года к документальному фильму «Wretches & Jabberers» (2010). В 2012 году исполнила композицию «Before My Time» для заключительных титров к документальному фильму «Погоня за ледниками» (2012).
В феврале 2015 года Йоханссон сформировала группу под названием The Singles с Эсте Хаим, Холли Мирандой, Кендрой Моррис и Джулией Халтиган из рок-группы Haim. Первый сингл группы назывался «Candy». Йоханссон получила приказ о прекращении и воздержании от солиста рок-группы The Singles, чтобы она прекратила использовать их имя. В 2016 году исполнила песню «Trust in Me» для саундтрека к фильму «Книга джунглей» и «Set It All Free» и «I Don’t Want to» для саундтрека к мультфильму «Зверопой». В 2018 году Йоханссон снова сотрудничала с Питом Йорном для мини-альбома Apart, вышедшего 1 июня.

## Публичный имидж
Некоторые издания и фанаты называют Йоханссон «СкарЙо». Актриса считает прозвище оскорбительным и что оно звучит лениво и легкомысленно. Йоханссон не пользуется соцсетями, так как не видит нужды постоянно делиться своей личной жизнью. В прессе Йоханссон называют секс-символом. Газета The Sydney Morning Herald описала актрису как «воплощение мужской фантазии». Во время съёмок «Матч-пойнта» режиссёр Вуди Аллен подчеркнул притягательность Йоханссон и назвал её красоткой. Актриса неоднократно жаловалась на свою сексуализацию и утверждала, что увлечение привлекательной внешностью длится недолго. Дэвид Финчер не стал брать Йоханссон на роль Лисбет Саландер в «Девушке с татуировкой дракона», так как считал актрису очень сексуальной для роли.
Йоханссон возглавляла списки модных журналов. C 2006 по 2014 год актриса фигурировала в списке Hot 100 журнала Maxim. Йоханссон дважды была признана «Самой сексуальной женщиной из ныне живущих» журналом Esquire в 2006 и 2013 годах. Актриса фигурировала в других журналах, в том числе Playboy (2007), Men’s Health (2011) и FHM (c 2005). В 2010 году журнал GQ признал Йоханссон «Малышкой года». В 2015 году в музее Мадам Тюссо в Нью-Йорке появилась восковая фигура актрисы. В 2004 году Йоханссон получила приглашение в Академию кинематографических искусств и наук. В мае 2012 года актриса получила звезду на Голливудской «Аллее славы». В 2021 году Йоханссон попала в список ста наиболее влиятельных людей мира по мнению журнала Time. С 2014 по 2016 год Йоханссон фигурировала в списке самых высокооплачиваемых актрис мира по версии журнала Forbes, заработав 17 миллионов долларов, 35,5 миллиона и 25 миллионов, соответственно. Позже в 2018 и 2019 годах актриса возглавила список с доходами в размере 40,5 и 56 миллионов, соответственно. Йоханссон стала самой кассовой актрисой 2016 года, собрав 1,2 миллиарда. По состоянию на сентябрь 2019 года фильмы с участием актрисы собрали в прокате свыше 5,2 миллиарда в Северной Америке и свыше 14,3 миллиарда в мире.

## Личная жизнь

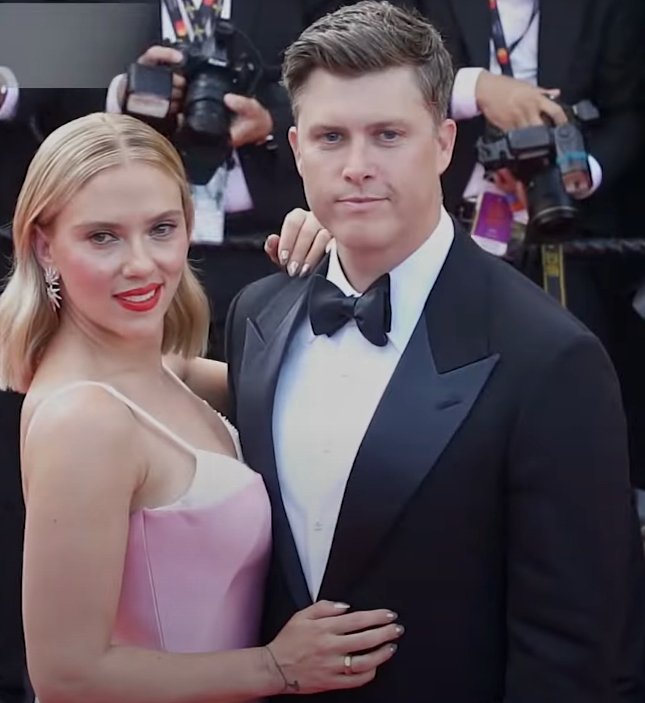
Йоханссон вместе со своим мужем Колином Джостом на Каннском кинофестивале в 2023 году

С 2001 по 2002 год Йоханссон встречалась с одноклассником Джеком Антоноффом во время учёбы в профессиональной детской школе. С 2005 по 2006 год она встречалась со своим партнёром по фильму «Чёрная орхидея» Джошем Хартнеттом. По словам Хартнетта, разрыву отношений способствовал плотный съёмочный график. В 2007 году Йоханссон начала встречаться с канадским актёром Райаном Рейнольдсом. В мае следующего года они обручились и поженились в сентябре на острове Ванкувер. В декабре 2010 года пара рассталась и развелась в июле 2011 года.
В ноябре 2012 года Йоханссон начала встречаться с французским владельцем рекламного агентства Роменом Дориаком. Они обручились через год в сентябре. В 2014 году у них родилась дочь. Йоханссон и Дориак поженились в октябре того же года в Филипсберге (штат Монтана). В середине 2016 года они расстались и развелись в сентябре 2017 года.
В мае 2017 года у Йоханссон завязались отношения со сценаристом скетч-шоу Saturday Night Live и ведущим рубрики Weekend Update Колином Джостом. В мае 2019 года они обручились и поженились в октябре 2020 года в доме в Нью-Йорке. В августе 2021 года у пары родился сын. Йоханссон проживает в Нью-Йорке и Лос-Анджелесе.
В сентябре 2011 года в сети появились интимные фотографии Йоханссон, взломанные с её мобильного телефона. Актриса утверждала, что фотографии были отправлены её тогдашнему мужу Райану Рейнольдсу за три года до инцидента. После расследования ФБР хакер был арестован, признал себя виновным и был приговорён к десяти годам тюремного заключения.

## Награды и номинации
Полный список наград и номинаций на сайте IMDb.
| Награды и номинации                     | Награды и номинации | Награды и номинации                                     | Награды и номинации                              | Награды и номинации |
| Награда                                 | Год                 | Категория                                               | Работа                                           | Результат           |
| --------------------------------------- | ------------------- | ------------------------------------------------------- | ------------------------------------------------ | ------------------- |
| Оскар                                   | 2020                | Лучшая женская роль                                     | Брачная история                                  | Номинация           |
| Оскар                                   | 2020                | Лучшая женская роль второго плана                       | Кролик Джоджо                                    | Номинация           |
| BAFTA                                   | 2004                | Лучшая женская роль                                     | Трудности перевода                               | Победа              |
| BAFTA                                   | 2004                | Лучшая женская роль                                     | Девушка с жемчужной серёжкой                     | Номинация           |
| BAFTA                                   | 2020                | Лучшая женская роль                                     | Брачная история                                  | Номинация           |
| BAFTA                                   | 2020                | Лучшая женская роль второго плана                       | Кролик Джоджо                                    | Номинация           |
| Золотой глобус                          | 2004                | Лучшая женская роль — комедия или мюзикл                | Трудности перевода                               | Номинация           |
| Золотой глобус                          | 2004                | Лучшая женская роль — драма                             | Девушка с жемчужной серёжкой                     | Номинация           |
| Золотой глобус                          | 2005                | Лучшая женская роль — драма                             | Любовная лихорадка                               | Номинация           |
| Золотой глобус                          | 2006                | Лучшая женская роль второго плана                       | Матч-пойнт                                       | Номинация           |
| Золотой глобус                          | 2020                | Лучшая женская роль — драма                             | Брачная история                                  | Номинация           |
| Премия Гильдии киноактёров США          | 2020                | Лучшая женская роль                                     | Брачная история                                  | Номинация           |
| Премия Гильдии киноактёров США          | 2020                | Лучшая женская роль второго плана                       | Кролик Джоджо                                    | Номинация           |
| Премия Гильдии киноактёров США          | 2020                | Лучший актёрский состав                                 | Кролик Джоджо                                    | Номинация           |
| Тони                                    | 2010                | Лучшая женская роль второго плана в пьесе               | Вид с моста                                      | Победа              |
| Театральный мир                         | 2010                | Лучший дебют на театральной сцене                       | Вид с моста                                      | Победа              |
| Премия Лиги Драмы                       | 2010                | Выдающееся исполнение                                   | Вид с моста                                      | Номинация           |
| Драма Деск                              | 2010                | Лучшая актриса в спектакле                              | Вид с моста                                      | Номинация           |
| Венецианский кинофестиваль              | 2003                | Приз Upstream за лучшую женскую роль                    | Трудности перевода                               | Победа              |
| Международный фестиваль в Палм Спрингс  | 2004                | Восходящая звезда                                       | Трудности перевода, Девушка с жемчужной серёжкой | Победа              |
| Римский кинофестиваль                   | 2013                | Лучшая актриса                                          | Она                                              | Победа              |
| Международный фестиваль в Санта Барбаре | 2020                | Выдающиеся актёры года (совместно с Адамом Драйвером)   | Брачная история                                  | Победа              |
| Жорж                                    | 2005                | Лучшая актриса                                          | н/д                                              | Номинация           |
| Жорж                                    | 2006                | Лучшая актриса                                          | н/д                                              | Номинация           |
| Жорж                                    | 2007                | Лучшая зарубежная актриса                               | н/д                                              | Номинация           |
| Жорж                                    | 2013                | Лучшая зарубежная актриса                               | н/д                                              | Победа              |
| Жорж                                    | 2014                | Лучшая зарубежная актриса                               | н/д                                              | Номинация           |
| Жорж                                    | 2015                | Лучшая зарубежная актриса                               | н/д                                              | Победа              |
| Сезар                                   | 2014                | Почётная премия                                         | н/д                                              | Победа              |
| Сатурн                                  | 2011                | Лучшая киноактриса второго плана                        | Железный человек 2                               | Номинация           |
| Сатурн                                  | 2014                | Лучшая киноактриса второго плана                        | Она                                              | Победа              |
| Сатурн                                  | 2015                | Лучшая киноактриса второго плана                        | Первый мститель: Другая война                    | Номинация           |
| Сатурн                                  | 2017                | Лучшая киноактриса второго плана                        | Первый мститель: Противостояние                  | Номинация           |
| Сатурн                                  | 2019                | Лучшая киноактриса второго плана                        | Мстители: Финал                                  | Номинация           |
| Спутник                                 | 2004                | Лучшая женская роль второго плана — комедия или мюзикл  | Трудности перевода                               | Номинация           |
| Спутник                                 | 2019                | Лучшая женская роль — драма                             | Брачная история                                  | Победа              |
| AACTA                                   | 2020                | Лучшая актриса                                          | Брачная история                                  | Номинация           |
| BIFA                                    | 2004                | Лучшая актриса                                          | Девушка с жемчужной серёжкой                     | Номинация           |
| BIFA                                    | 2013                | Лучшая актриса                                          | Побудь в моей шкуре                              | Номинация           |
| MTV Movie Awards                        | 2004                | Лучший прорыв года                                      | Трудности перевода                               | Номинация           |
| MTV Movie Awards                        | 2013                | Лучшая драка                                            | Мстители                                         | Победа              |
| MTV Movie Awards                        | 2014                | Лучший поцелуй (совместно с Джозефом Гордоном-Левиттом) | Страсти Дон Жуана                                | Номинация           |
| MTV Movie Awards                        | 2015                | Лучшая женская роль                                     | Люси                                             | Номинация           |
| MTV Movie Awards                        | 2015                | Лучший поцелуй (совместно с Крисом Эвансом)             | Первый мститель: Другая война                    | Номинация           |
| MTV Movie Awards                        | 2018                | Лучшая драка                                            | Мстители: Война бесконечности                    | Номинация           |
| MTV Movie Awards                        | 2022                | Лучший киногерой                                        | Чёрная вдова                                     | Победа              |
| Kids’ Choice Awards                     | 2013                | Любимый момент                                          | Мстители                                         | Номинация           |
| Kids’ Choice Awards                     | 2013                | Любимая киноактриса                                     | Мстители                                         | Номинация           |
| Kids’ Choice Awards                     | 2015                | Любимая экшн-актриса                                    | Первый мститель: Другая война                    | Номинация           |
| Kids’ Choice Awards                     | 2016                | Любимая киноактриса                                     | Мстители: Эра Альтрона                           | Номинация           |
| Kids’ Choice Awards                     | 2017                | Любимый отряд                                           | Первый мститель: Противостояние                  | Номинация           |
| Kids’ Choice Awards                     | 2017                | Любимый момент                                          | Первый мститель: Противостояние                  | Номинация           |
| Kids’ Choice Awards                     | 2017                | Любимая актриса                                         | Первый мститель: Противостояние                  | Номинация           |
| Kids’ Choice Awards                     | 2019                | Любимая киноактриса                                     | Мстители: Война бесконечности                    | Номинация           |
| Kids’ Choice Awards                     | 2019                | Любимый супергерой                                      | Мстители: Война бесконечности                    | Номинация           |
| People’s Choice Awards                  | 2007                | Лучшая женская роль                                     | н/д                                              | Номинация           |
| People’s Choice Awards                  | 2013                | Любимая киноактриса                                     | н/д                                              | Номинация           |
| People’s Choice Awards                  | 2013                | Любимая химия на экране (совместно с Джереми Реннером)  | Мстители                                         | Номинация           |
| People’s Choice Awards                  | 2013                | Любимая героиня                                         | н/д                                              | Номинация           |
| People’s Choice Awards                  | 2014                | Любимая киноактриса                                     | н/д                                              | Номинация           |
| People’s Choice Awards                  | 2014                | Любимая комедийная киноактриса                          | н/д                                              | Номинация           |
| People’s Choice Awards                  | 2015                | Любимая киноактриса                                     | н/д                                              | Номинация           |
| People’s Choice Awards                  | 2015                | Любимая экшн-актриса                                    | н/д                                              | Номинация           |
| People’s Choice Awards                  | 2015                | Любимый дуэт (совместно с Крисом Эвансом)               | Первый мститель: Другая война                    | Номинация           |
| People’s Choice Awards                  | 2016                | Любимая киноактриса                                     | н/д                                              | Номинация           |
| People’s Choice Awards                  | 2016                | Любимая экшн-актриса                                    | н/д                                              | Номинация           |
| People’s Choice Awards                  | 2017                | Любимая киноактриса                                     | н/д                                              | Номинация           |
| People’s Choice Awards                  | 2017                | Любимая экшн-актриса                                    | н/д                                              | Номинация           |
| People’s Choice Awards                  | 2018                | Лучшая женская кинозвезда                               | Мстители: Война бесконечности                    | Победа              |
| People’s Choice Awards                  | 2019                | Лучшая женская кинозвезда                               | Мстители: Финал                                  | Номинация           |
| Teen Choice Awards                      | 2005                | Выбор звезды: Актриса — Драма                           | Крутая компания                                  | Номинация           |
| Teen Choice Awards                      | 2007                | Выбор звезды: Актриса — Драма                           | Престиж, Чёрная орхидея                          | Номинация           |
| Teen Choice Awards                      | 2008                | Выбор звезды: Актриса — Драма                           | Ещё одна из рода Болейн                          | Номинация           |
| Teen Choice Awards                      | 2010                | Выбор звезды: Актриса — Фантастика                      | Железный человек 2                               | Номинация           |
| Teen Choice Awards                      | 2010                | Выбор звезды: Красотка (Female Hottie)                  | н/д                                              | Номинация           |
| Teen Choice Awards                      | 2012                | Выбор звезды: Актриса — Фантастика / Фэнтези            | Мстители                                         | Номинация           |
| Teen Choice Awards                      | 2012                | Выбор звезды: Актриса лета                              | Мстители                                         | Номинация           |
| Teen Choice Awards                      | 2012                | Выбор звезды: Актриса — Драма                           | Мы купили зоопарк                                | Номинация           |
| Teen Choice Awards                      | 2014                | Выбор звезды: Актриса — Фантастика / Фэнтези            | Первый мститель: Другая война                    | Номинация           |
| Teen Choice Awards                      | 2014                | Лучший поцелуй (совместно с Крисом Эвансом)             | Первый мститель: Другая война                    | Номинация           |
| Teen Choice Awards                      | 2015                | Выбор звезды: Актриса — Фантастика / Фэнтези            | Мстители: Эра Альтрона                           | Номинация           |
| Teen Choice Awards                      | 2016                | Выбор звезды: Актриса — Фантастика / Фэнтези            | Первый мститель: Противостояние                  | Номинация           |
| Teen Choice Awards                      | 2016                | Лучшая экранная химия                                   | Первый мститель: Противостояние                  | Номинация           |
| Teen Choice Awards                      | 2018                | Выбор звезды: Актриса — Экшн                            | Мстители: Война бесконечности                    | Победа              |
| Teen Choice Awards                      | 2019                | Выбор звезды: Актриса — Экшн                            | Мстители: Финал                                  | Победа              |
| Young Artist Awards                     | 1999                | Лучшая молодая актриса                                  | Заклинатель лошадей                              | Номинация           |
| Young Artist Awards                     | 2002                | Лучшая молодая актриса                                  | Американская рапсодия                            | Победа              |
| Young Artist Awards                     | 2002                | Лучший актёрский состав                                 | Американская рапсодия                            | Победа              |
| Young Star Awards                       | 1998                | Лучшая молодая актриса                                  | Заклинатель лошадей                              | Победа              |
| Scream Awards                           | 2010                | Лучшая женская роль                                     | Железный человек 2                               | Победа              |